# Базальна пластинка

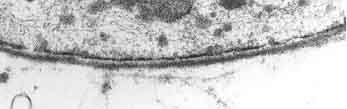
Знімок базальної пластинки під електронним мікроскопом

Базальна пластинка — тонкий шар волокон, що знаходиться під епітелієм чи ендотелієм є прикладом спеціалізованого екстрацелюлярного матриксу.

## Функції
- Базальна пластинка відмежовує епітеліальні клітини від сполучної тканини;
- Виконує стабілізаційну функцію для епітеліоцитів;
- Через неї проходить забезпечення поживними речовинами тканин епітелію (епітелій не має власних судин). Поживні речовини надходять з пухкої сполучної тканини, яка розташована під базальною пластинкою;
- Визначає поляризацію клітин, тобто визначення апікального і базального полюсів епітеліальних клітин;
- Впливає на диференціацію клітин;
- Напрямна функція при міграції клітин;
- Адгезія епітеліальної і сполучної тканин.

## Будова
Базальну пластинку можна побачити лише під електронним мікроскопом. Вона складається з двох шарів: прозорої пластинки (lamina lucida) і непрозорої пластинки (lamina densa). Світла пластинка межує з епітеліальними клітинами, темна — з нижчезалягаючою ретикулярною пластинкою. Товщина базальної пластинки становить близько 40 нм, приблизно по 20 нм кожна.
Базальну пластинку не слід плутати з базальною мембраною. Базальну мембрану можна побачити і в світловому мікроскопі, її товщина 1-2 мкм. Вона складається з світлої пластинки (lamina lucida), темної пластинки (lamina densa) і ретикулярної пластинки (lamina reticularis). Речовини, що утворюють перші дві пластинки синтезуються епітеліальними клітинами, речовини, що утворюють ретикулярну пластинку — сполучною тканиною.
Спершу у світловому мікроскопі виявили базальну мембрану, яка мала однорідний вигляд. Пізніше при детальнішому розгляді під електронним мікроскопом виявили, що базальна мембрана складається з трьох шарів. Нижня ретикулярна пластинка має вигляд сітки з ретикулярних волокон, а верхні дві світла і темна є однорідними пластинками. Однак під поняттям базальна мембрана часто неправильно мають на увазі саме двошарову базальну пластинку.
Базальна пластинка + ретикулярна пластинка = базальна мембрана
Світла і темна пластинки базальної пластинки складаються з колагенових волокон IV типу і ламініну, фібронектину.
Склад базальної пластинки не є постійним. Він адаптований в залежності від вимог епітелію. Найбільше варіює склад ламініну. Базальна пластинка також оточує м'язові клітини і нервові волокна. Білі адипоцити (з однією вакуолею) оточені шаром схожим на базальну пластинку.